# Холцвикеде
Холцвикеде (њем. Holzwickede) општина је у њемачкој савезној држави Северна Рајна-Вестфалија. Једно је од 10 општинских средишта округа Уна. Према процјени из 2010. у општини је живјело 17.283 становника. Посједује регионалну шифру (AGS) 5978016, NUTS (DEA5C) и LOCODE (DE HZE) код.

## Географски и демографски подаци
Холцвикеде се налази у савезној држави Северна Рајна-Вестфалија у округу Уна. Општина се налази на надморској висини од 125 метара. Површина општине износи 22,4 km². У самом мјесту је, према процјени из 2010. године, живјело 17.283 становника. Просјечна густина становништва износи 773 становника/km².

## Међународна сарадња
| Мјесто | Држава               | Врста сарадње | Од    |
| ------ | -------------------- | ------------- | ----- |
| Вејмут | Уједињено Краљевство | партнерство   | 1988. |
|        | Француска            | партнерство   | 1978. |
| Извор  |                      |               |       |